# Mémoires vives (série télévisée)
Pour les articles homonymes, voir Mémoire vive (homonymie).
Mémoires vives est une série télévisée québécoise en 120 épisodes de 42 minutes créée par Chantal Cadieux, réalisée par Brigitte Couture et Pierre Théorêt, et diffusée entre le 8 janvier 2013 et le 28 novembre 2017 sur ICI Radio-Canada Télé.
Selon le producteur Jocelyn Deschênes, le groupe Rogers était intéressé en 2015 à faire la production d'une version anglaise. Ce projet prévoyait trois saisons de dix épisodes chacune.

## Synopsis
Depuis leur divorce il y a 29 ans, Jacques Berthier et Francine Blanchard se sont peu vus. Ils se revoient aujourd’hui, au moment où Jacques reçoit un insigne d’honneur pour souligner son travail à la fondation Mémoires vives, un organisme extrêmement dynamique venant en aide aux proches de personnes disparues, dont ils sont les fondateurs. Malgré leurs différences, Jacques et Francine sont unis par un drame commun, celui de la disparition de leur petite fille, Laurie, il y a 30 ans. Bien que Jacques n’ait jamais perdu espoir de retrouver Laurie un jour, Francine vit cette disparition différemment. Aurait-elle quelque chose à cacher ?
La deuxième femme de Jacques, Claire Hamelin, porte elle aussi un secret émouvant qui va bientôt éclater au grand jour. Depuis trois ans, Claire habite seule dans la maison familiale de Saint-Hilaire où Jacques et elle, très épris l’un de l’autre, ont élevé leurs deux filles, Flavie et Mathilde. Cette passion s’est émoussée au fil du temps, mais a tissé des liens indélébiles entre eux. Claire, radio-oncologue réputée, très impliquée émotivement auprès de ses patients, est enfin prête à ouvrir son cœur à un nouvel amoureux. 
Christian Landrie a quitté la grande ville pour s’installer à Havre-Saint-Pierre, à la suite de la disparition de sa femme, Sylvie. Leur fils adolescent, Clovis, n’avait que 3 ans quand sa mère a disparu. Depuis le jour du drame, Christian a coupé les ponts avec son frère et sa belle-famille et ne désire qu’une seule chose : tourner la page. Mais le besoin de Clovis de renouer avec ses racines va bouleverser la donne.
Mémoires vives, c’est l’histoire de familles hantées malgré elles par un passé toujours vivant. Mais dont les personnages, engagés dans une quête inspirante de vérité, trouveront au détour un bonheur qu’ils n’attendaient plus.

## Distribution
- Marie-Thérèse Fortin : Claire Hamelin
- Gilles Renaud : Jacques Berthier (†)
- Véronique Le Flaguais : Francine Blanchard
- Frédérick De Grandpré : Christian Landrie
- Catherine Renaud : Flavie Hamelin-Berthier
- Charli Arcouette-Martineau : Mathilde Hamelin-Berthier
- Patrick Drolet : Nicolas Berthier
- Sophie Paradis : Laurie Hamelin-Berthier
- Antoine Olivier Pilon : Clovis Landrie
- Martin Vachon : Bruce Martin-Murphy
- Albert Millaire : Antoine Hamelin
- Monique Mercure : Claudette Morin-Hamelin (†)
- Maude Guérin : Samantha Chartier
- Dominique Quesnel : Andrée Métivier
- Catherine Trudeau : Karine Belrose
- Stéphane Gagnon : Sergent-détective Daniel Dupuis
- Marie-Évelyne Baribeau : Julie Després
- Catherine De Léan : Mélissa Choquette-Turcotte
- Mireille Deyglun : Céline Turcotte
- Sonia Vignault : Jocelyne Dumoulin
- Catherine-Anne Toupin : Nancy Grimard
- Jeff Boudreault : Jean-François Landrie
- Réjean Lefrançois : Jean-Robert Dumaresque (†)
- Louise Turcot : Jenny Dumoulin (†)
- Jean Petitclerc : Alex Théberge
- Antoine Pilon : Christophe Campeau (†)
- Florence Longpré : Coralie Champoux
- Jean Harvey : Pierre-Luc Langevin
- Brigitte Poupart : Sergent-détective Leduc
- Frédéric Pierre : Bruno Poitras
- Émilie Bierre : Laurie Berthier (Jeune)
- Émeraude Lapointe-Provost : Ophélie Leblanc-Michaud
- Rebecca Miville-Deschênes : Roseline Berthier-Murphy
- Charles-William Ross : Philémon Berthier-Murphy
- Alexio Di Marco : Nicolas (jeune)
- Karine Lagueux : Sylvie Chartier (†)
- Danny Blanco Hall : Éric Stewart
- Francesca Bàrcenas : Frencesca Lombardi
- Sylvie-Catherine Beaudoin : Marie-France Létourneau
- Marie Michaud : Évelyne Lanctôt
- Geneviève Bilodeau : Ariane Michaud
- Benoit Saint-Hilaire : Steeve Rimbeau
- Ingrid Falaise : Bénédicte Proulx
- Marion Portelance : Béatrice Dumoulin
- Félix-Antoine Tremblay : Jessie
- Sophie Bourgeois : Johane McCallister (†)
- Anthony Lemke : Richard Johnson
- Stéphane Jacques : Franck Manseau-Fisher (†)
- Pier Paquette : Patrice Choquette
- Louise Cardinal : Nathalie Duperron
- Gérard Poirier : Clermont Geoffrion (†)
- Martin Thibaudeau : Maxence Dumoulin
- Pauline Martin : Thérèse Rioux
- Roger La Rue : Jérôme Fortier (†)
- France Pilote : Marie-Danielle
- Ariane Castellanos : Maria
- Alex Vallée : Ricardo
- Anthony Paquette : Gaspard Pouliot
- Mikhaïl Ahooja : Félix Langevin
- Annick Bergeron : Violette Mongeau
- Félixe Ross : Mère de Coralie
- Éliane Gagnon : Maddie Leblanc
- Marilyne Lachance : Rebecca (2015)
- Pier-Luc Funk : Jérémie Gendron (†)
- Yan Rompré : Bobby Lambert-Prescott
- Christiane Pasquier : Colette Boisvert-Bellerose
- Marianne Farley : Judith Laramée
- Sarianne Cormier : Chloé Thibodeau-Bourque
- Raymond Cloutier : François Fisher
- Cynthia Wu-Maheux : Mia Robert-Feng
- Sanaka Laurin : Matisse Robert-Feng
- Danny Gagné : Simon Dupéré
- Diane Jules : Rolly Laroche
- Bruno Marcil : Gilles Bisaillon
- Guillaume Tellier : Guillaume
- Benoît Mauffette : Julien L. Nicholls
- Chantal Baril : Josée Lamirande
- Delphine Brodeur : Marie-Lune Boileau
- Roseline Biron : Tania
- Lili Francke-Robitaille : Simone Landrie
- Carl-David Bussière : Nathan Landrie
- Victor Boudreault : Lucas Landrie
- Charles Senécal : Paul Métivier
- Didier Senécal : Yvon Métivier
- Mia Abad Domenack : Giuliana
- Mélanie Pilon : Isabelle
- Martine Francke : Lyne Campeau
- Anik Vermette : Kimberly

† = personnages décédés

## Autour de la série

### Personnages actuels
Jacques Berthier
Chirurgien retraité, Jacques a fondé l’association Mémoires vives pour venir en aide aux familles de personnes disparues à la suite de la disparition de sa propre fille, Laurie. Il est aussi le père de Mathilde et de Flavie, qu’il a eu avec Claire. Son seul garçon, Nicolas, est issu de son union avec Francine.
Claire Hamelin
Médecin spécialisée en oncologie, brillante et dévouée se spécialisant dans le traitement des tumeurs cérébrales, Claire est mère de deux filles maintenant adultes et grand-mère de trois petits-enfants. Claire est calme, empathique et rationnelle. Elle est en couple avec Christian Landrie, le pompier forestier de la Côte-Nord. Elle reste également en bons termes avec le père de ses filles, Jacques. Elle veille constamment sur les gens qu’elle aime.
Francine Blanchard
Francine est la première femme de Jacques. Elle a fait du travail humanitaire au Pérou depuis 18 ans, après avoir été une avocate performante en droit de la famille. C’est au Pérou que Francine a trouvé sa mission de vie après la longue dépression qui a suivi son divorce avec Jacques et le départ en appartement de son précieux fils, Nicolas. Francine est revenue s'installer à Montréal et elle est en attente d'adoption d'une petite fille prénommée Giuliana.
Flavie Hamelin-Berthier
Flavie est la fille aînée de Claire et Jacques. Psychiatre à l’horaire chargé, femme organisée jusque dans ses excès, Flavie est de nouveau en couple avec son ancienne enseignante de secondaire et premier amour, Nancy Grimard. Elle reste très protectrice envers sa sœur, Mathilde.
Mathilde Hamelin-Berthier
Mathilde est la deuxième fille de Claire et Jacques. Mère aimante de trois enfants, Mathilde est en pleine démarche de séparation avec Bruce, le père de ses enfants. Malgré son apparente stabilité et sa douceur toute maternelle, Mathilde a un tempérament bouillant.
Nicolas Berthier
Auteur-illustrateur d’une série de livres pour enfants, Nicolas est l’unique fils de Jacques et Francine. Il est solitaire et adore l’anonymat de la ville. Nouvellement en couple avec une ancienne amie d'enfance, Karine Belrose, il est timide, maladroit et introverti.
Christian Landrie
Garde forestier, pompier volontaire et guitariste à ses heures, Christian est le père de Clovis, 18 ans. Depuis la disparition de sa femme Sylvie, il a coupé les ponts avec sa belle-famille et est parti vivre à Havre-Saint-Pierre. Introverti et droit, Christian est un homme sur qui on peut compter. Par un pur hassard, Christian a rencontré Claire à Montréal et ce fut le coup-de-foudre. Son grand amour à l'égard de Claire l'a poussé à aller habiter chez elle à Montréal avec son fils Clovis.
Clovis Landrie
Clovis est le fils de Christian. Il avait trois ans le jour de la disparition de sa mère. Aux prises avec des problèmes avec des jeunes de son patelin, Clovis a réussi à convaincre son père de quitter Havre-Saint-Pierre pour s’installer en ville.
Laurie Hamelin-Berthier
Laurie est la fille de Jacques et Francine. Après 30 ans, Laurie a finalement été retrouvée, elle essaie maintenant de se remémorer les souvenirs de son ancienne vie.